# 鈴木郷史
鈴木 郷史（すずき さとし、1954年3月18日 - ）は、日本の実業家。ポーラ・オルビスホールディングス代表取締役会長。ポーラ代表取締役会長。
ポーラ創業者の鈴木忍は祖父、2代目社長を務めた鈴木常司は叔父。 

## 経歴
静岡県出身。1979年に早稲田大学大学院理工学研究科修了後、本田技研工業へ入社。1986年にポーラ化粧品本舗（現・ポーラ）入社。総合調整室長、新規事業開発室長、IS事業部長を経て、1996年にポーラ化成工業㈱代表取締役社長となる。2000年1月にポーラ化粧品本舗)代表取締役社長となる。2006年よりポーラ・オルビスホールディングス代表取締役社長、2010年4月よりポーラ代表取締役会長をそれぞれ務めている。2023年1月よりポーラ・オルビスホールディングス代表取締役会長。